# Gotham Independent Film Awards 2020
La cerimonia di premiazione della 30ª edizione dei Gotham Independent Film Awards si è tenuta in maniera virtuale l'11 gennaio 2021 al ristorante Cipriani Wall Street di New York. Inizialmente prevista per il 20 novembre 2020, la cerimonia è stata rinviata di due mesi a causa della pandemia di COVID-19 del 2020 negli Stati Uniti d'America.
Le candidature sono state annunciate il 12 novembre 2020: il film che ha ottenuto più candidature è stato First Cow, con quattro.

## Vincitori e candidati
I vincitori sono evidenziati in grassetto, a seguire gli altri candidati in ordine alfabetico:

### Miglior film
- Nomadland, regia di Chloé Zhao
- The Assistant, regia di Kitty Green
- First Cow, regia di Kelly Reichardt
- Mai raramente a volte sempre (Never Rarely Sometimes Always), regia di Eliza Hittman
- Relic, regia di Natalie Erika James

### Miglior documentario
- A Thousand Cuts, regia di Ramona S. Diaz
- Time, regia di Garrett Bradley
- 76 Days, regia di Hao Wu, Weixi Chen e Anonymous
- City Hall, regia di Frederick Wiseman
- Our Time Machine, regia di Yang Sun e S. Leo Chiang

### Miglior film internazionale
- Sin señas particulares, regia di Fernanda Valadez
- Donne ai primi passi (Mignonnes), regia di Maïmouna Doucouré
- Martin Eden, regia di Pietro Marcello
- La ragazza d'autunno (Dylda), regia di Kantemir Balagov
- Wolfwalkers - Il popolo dei lupi (Wolfwalkers), regia di Tomm Moore e Ross Stewart

### Miglior attore
- Riz Ahmed - Sound of Metal
- Chadwick Boseman - Ma Rainey's Black Bottom
- Jude Law - The Nest - L'inganno (The Nest)
- John Magaro - First Cow
- Jesse Plemons - Sto pensando di finirla qui (I'm Thinking of Ending Things)

### Miglior attrice
- Nicole Beharie - Miss Juneteenth
- Jessie Buckley - Sto pensando di finirla qui (I'm Thinking of Ending Things)
- Carrie Coon - The Nest - L'inganno (The Nest)
- Frances McDormand - Nomadland
- Yoon Yeo-jeong - Minari

### Premio Bingham Ray al miglior regista rivelazione
- Andrew Patterson - L'immensità della notte (The Vast of Night)
- Radha Blank - The Forty-Year-Old Version
- Channing Godfrey Peoples - Miss Juneteenth
- Carlo Mirabella-Davis - Swallow
- Alex Thompson - Saint Frances

### Miglior interprete rivelazione
- Kingsley Ben-Adir - Quella notte a Miami... (One Night in Miami...)
- Jasmine Batchelor - The Surrogate
- Sidney Flanigan - Mai raramente a volte sempre (Never Rarely Sometimes Always)
- Orion Lee - First Cow
- Kelly O'Sullivan - Saint Frances

### Miglior sceneggiatura
- Radha Blank - The 40-Year-Old Version
- Dan Sallitt - Fourteen
- Mike Makowsky - Bad Education
- Andrew Patterson e Craig W. Sander - L'immensità della notte (The Vast of Night)
- Jonathan Raymond e Kelly Reichardt - First Cow

### Miglior serie rivelazione - formato lungo
- Watchmen
- The Great
- Immigration Nation
- P-Valley
- Unorthodox

### Miglior serie rivelazione - formato breve
- I May Destroy You
- Betty
- Dave
- Taste the Nation with Padma Lakshmi
- Work in Progress

### Premio del pubblico
- Nomadland, regia di Chloé Zhao

### Made in NY
- Jeffrey Wright

### Tributo alla carriera
- Chadwick Boseman
- Viola Davis
- Steve McQueen
- Ryan Murphy